# Вербівка (Глинівці)
Вербівка (Ляховецький фільварок, у 1927 році — Ляховецька економія, до 1946 року — Радгосп, Держгосп) — колишній хутір у Коднянській волості Житомирського повіту Волинської губернії та Глиновецькій сільській раді Коднянського і Андрушівського районів Житомирської та Бердичівської округ.

## Населення
У 1906 році налічувалося 44 мешканці, дворів — 1.
Відповідно до перепису населення СРСР 17 грудня 1926 року, чисельність населення становила 12 осіб, з них 8 чоловіків та 4 жінки; етнічний склад: українців — 12. Кількість домогосподарств — 3, з них несільського типу — 3.

## Історія
Заснований 1900 року.
У 1906 році — Ляховецький фільварок Коднянської волості (5-го стану) Житомирського повіту Волинської губернії. Відстань до губернського та повітового центру, м. Житомир, становила 33 версти, до волосного центру, містечка Кодня — 12 верст. Найближче поштово-телеграфне відділення розміщувалося у міст. Червонне.
До 1917 року входив до складу Коднянської волості Житомирського повіту Волинської губернії, до червня 1925 року — Коднянського району Житомирської округи Волинської губернії. З 17 грудня 1926 року — Ляховецька економія, підпорядкована Ляховецькій (згодом — Глиновецька) сільській раді Андрушівського району Бердичівської округи. Відстань до центру сільської ради, с. Ляхівці — 1 верста, до районного центру, міст. Андрушівка — 17 верст, до окружного центру у Бердичеві — 24 версти, до найближчої залізничної станції, Кодня — 12 верст.
До 1946 року — хутір Держгосп, Радгосп. 7 червня 1946 року, відповідно до указу Президії Верховної ради Української РСР «Про збереження історичних найменувань та уточнення і впорядкування існуючих назв сільрад і населених пунктів Житомирської області», х. Радгосп перейменований на х. Вербівка.
29 червня 1960 року, відповідно до рішення Житомирського облвиконкому № 683 «Про об'єднання деяких населених пунктів в районах області», хутір приєднано до с. Глинівці.